# Че Банс
Че Банс (англ. Che Bunce, нар. 29 серпня 1975, Окленд) — новозеландський футболіст, захисник.

## Клубна кар'єра
На початку ігрової кар'єри був у структурі англійського «Шеффілд Юнайтед», але на поле не виходив. Після цього 1995 року Банс повернувся на батьківщину і два роки виступав за місцевий «Нейпір Сіті Роверс».
1997 року Че перейшов у ісландський «Брейдаблік», де провів три роки.
У 1999 році Че Банс знову повернувся до Нової Зеландії і три сезони грав у новоствореному клубі «Футбол Кінгз», який брав участь у австралійській Національній футбольній лізі, де за три роки він зіграв 55 матчів і забив 2 голи. Надалі Че Банс знову став виступати у Європі, граючи за ірландську «Дрогеду Юнайтед» та данський «Раннерс».
З 2004 по 2006 рік грав за «Ваїкато» в чемпіонаті Нової Зеландії з футболу. На сезон 2006/07 він повернувся до «Футбол Кінгз», який зараз грав під новою назвою «Нью-Зіленд Найтс» в А-лізі. Будучи капітаном, він зіграв у 19 із 21 матчі чемпіонату до того, як команда була розпущена в кінці сезону.
Незабаром після закінчення сезону наприкінці січня 2007 року Банс став гравцем англійського «Ковентрі Сіті», але не зіграв за команду жодної гри до кінця контракту влітку того ж року, після чого недовго пограв за фіджійський клуб «Навуа».
2008 року Че Банс остаточно повернувся на батьківщину, де пограв за клуби «Ваїкато», «Мелвілл Юнайтед» та «Хоукіс Бей Юнайтед», завершивши ігрову кар'єру 2010 року

## Виступи за збірну
28 вересня 1998 року дебютував в офіційних матчах у складі національної збірної Нової Зеландії в матчі групового етапу Кубка націй ОФК 1998 року в Австралії проти Вануату (8:1), в якому забив гол. Загалом зігравши у трьох матчах на турнірі — проти Вануату, Фіджі та фіналу проти Австралії, Банс з командою здобув золоті нагороди турніру. Перемога дозволила новозеландцям представляти федерацію на Кубку конфедерацій 1999 року, вперше у своїй історії. На турнірі в Мексиці Че зіграв у одному матчі — з Бразилією, але його команда програла всі три гри і не вийшла з групи.
На черговому Кубку націй ОФК 2000 року у Французькій Полінезії Банс знову був гравцем основи, зігравши у трьох з чотирьох іграх, але цього разу його команда поступилась австралійцям у фіналі і здобула лише «срібло».
Останнім великим турніром для Банса став Кубок націй ОФК 2004 року в Австралії (де Че зіграв у чотирьох з п'яти матчів групового етапу і забив один гол у ворота Фіджі), за результатами якого його команда сенсаційно посіла третє місце і не вийшла у фінал.
Востаннє зіграв за збірну 24 березня 2007 року в товариській грі проти Коста-Рики (0:4). Всього протягом кар'єри у національній команді провів у її формі 29 матчів, забивши 2 голи.

## Титули і досягнення
- Володар Кубка націй ОФК: 1998
- Срібний призер Кубка націй ОФК: 2000
- Бронзовий призер Кубка націй ОФК: 2004